# Guatemala i olympiska sommarspelen 1984
Guatemala deltog i de olympiska sommarspelen 1984 med en trupp bestående av 24 deltagare. Ingen av landets deltagare erövrade någon medalj.

## Boxning
Lätt flugvikt
- Carlos Motta
  - Första omgången — Besegrade Mustafa Genç (TUR), 5:0
  - Andra omgången — Besegrade Daniel Mwangi (KEN), 4:1
  - Kvartsfinal — Förlorade mot Marcelino Bolivar (VEN), 0:5

## Cykling
- Max Leiva

## Friidrott
Herrarnas 400 meter
- Alberto López
  - Heat — 52,21 (→ gick inte vidare)

Herrarnas tiokamp
- Ángel Estu Díaz
  - Resultat — 6342 poäng (→ 24:e plats)

Herrarnas 20 kilometer gång
- José Victor Alonzo
  - Final  1:35:32 (→ 34:e plats)

Herrarnas 50 kilometer gång
- José Víctor Alonzo
  - Final — 4:36:35 (→ 17:e plats)

- Christa Shuman
- Patricia Meighan
- Vladimir Samayoa
- Hugo Allan García